# Chiesa di San Pietro a Grignano

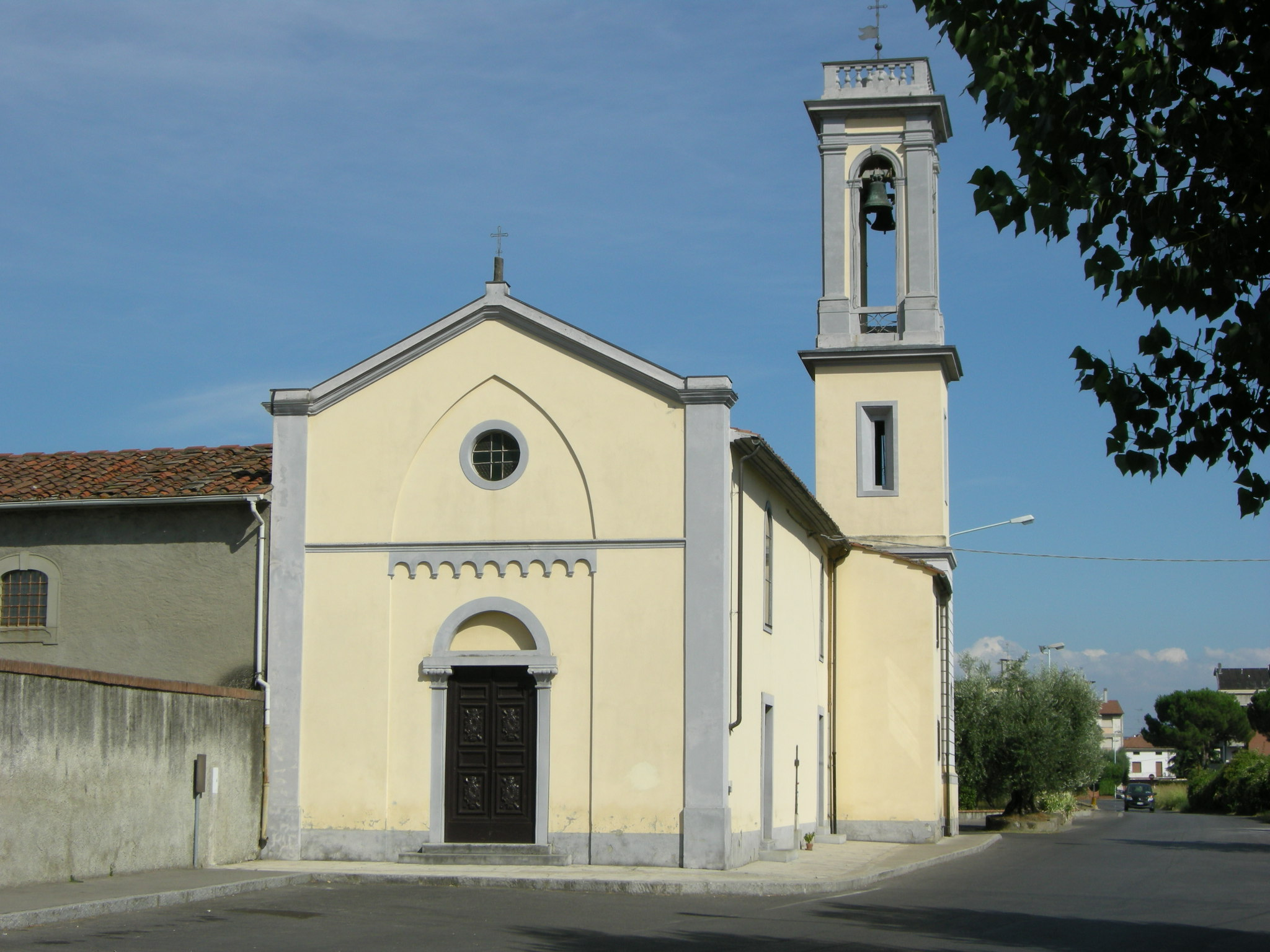
San Pietro a Grignano

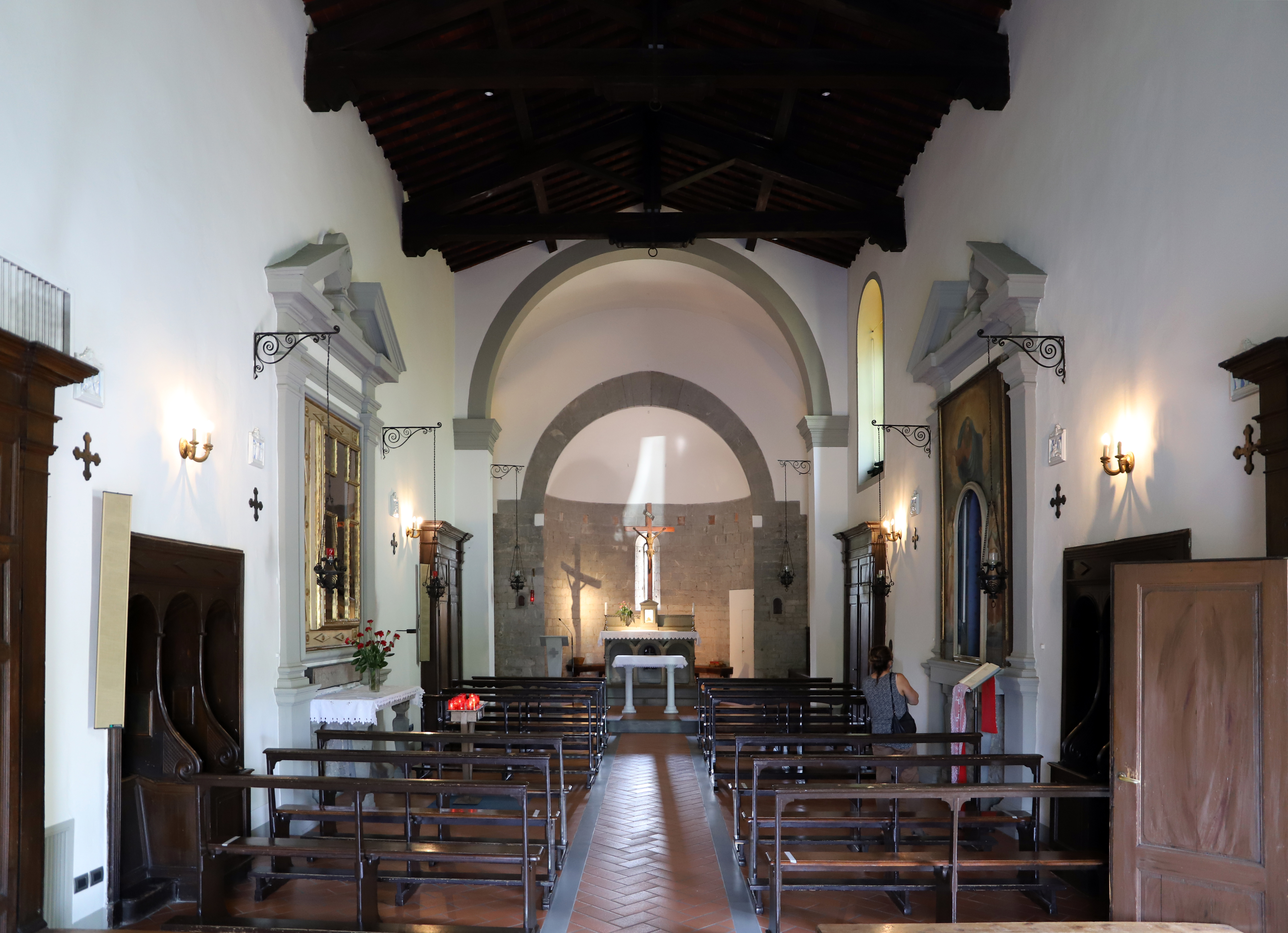
Interno

La chiesa di San Pietro a Grignano è un edificio religioso di Prato, situato nella frazioen di Grignano.

## Storia e descrizione
La chiesa, sorta alla fine del 1100, fu ristrutturata nel 1889 (con esterni neogotici), ma conserva l'abside originaria, e all'interno un pregevole crocifisso ligneo del primo Cinquecento (oggetto di solenni feste quinquennali di ringraziamento per la protezione dell'abitato dal terremoto del 1895) e una tela di Antonio Marini (1855).
Altre opere provenienti dalla chiesa sono collocate nella contigua parrocchiale, completata nel 1973 su progetto di Silvestro Bardazzi ed Eugenio Castellani: alla parete a destra del presbiterio è una pala con la Madonna, il Bambino e santi di Tommaso di Piero del Trombetto, del primo Cinquecento, mentre a quella sinistra è una Pentecoste (1590 circa), attribuita alla collaborazione tra Mirabello Cavalori e Girolamo Macchietti, e databile al 1568 circa. In chiesa è anche un affresco con una Madonna col Bambino, di un ignoto pittore pratese, staccato dal tabernacolo detto delle Carra databile nei due decenni a cavallo del Quattrocento. 

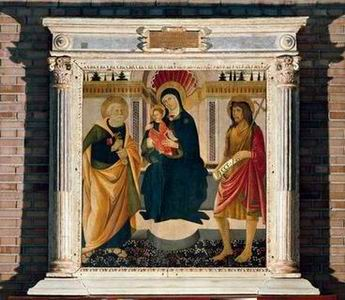
Madonna, il Bambino e santi di Tommaso di Piero
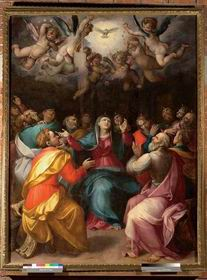
Pentecoste, scuola di Giovanni Bizzelli
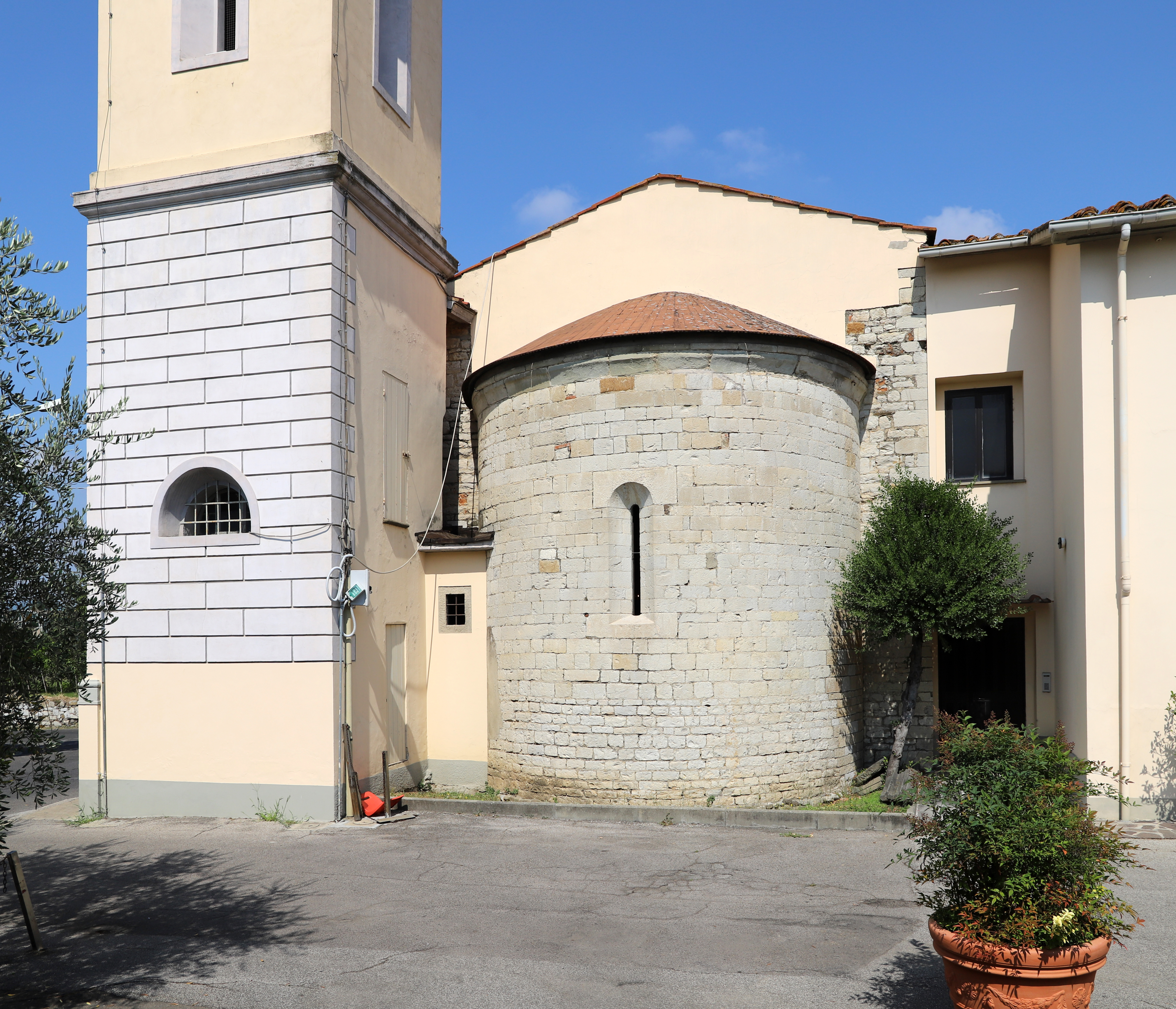
Abside
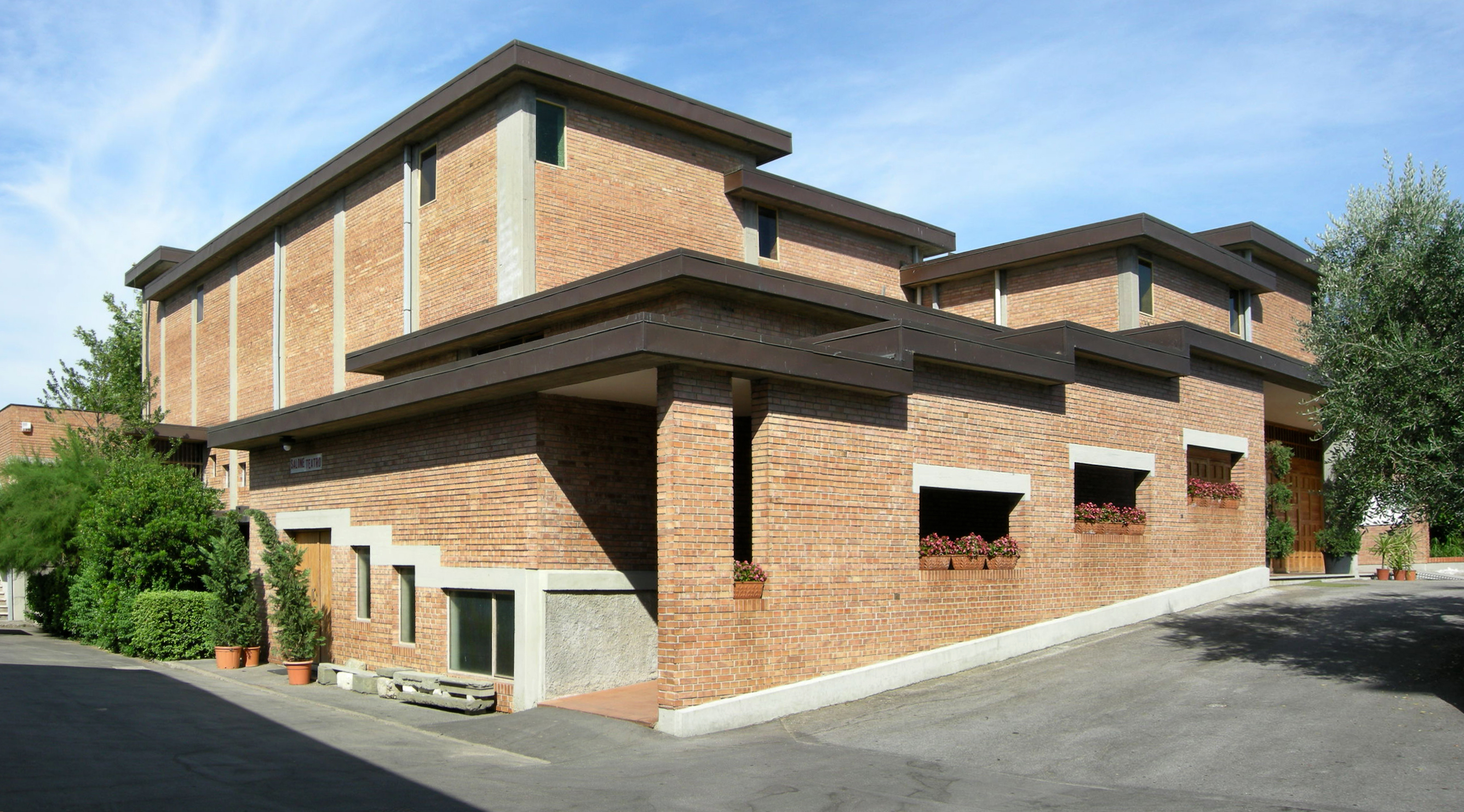
La nuova chiesa
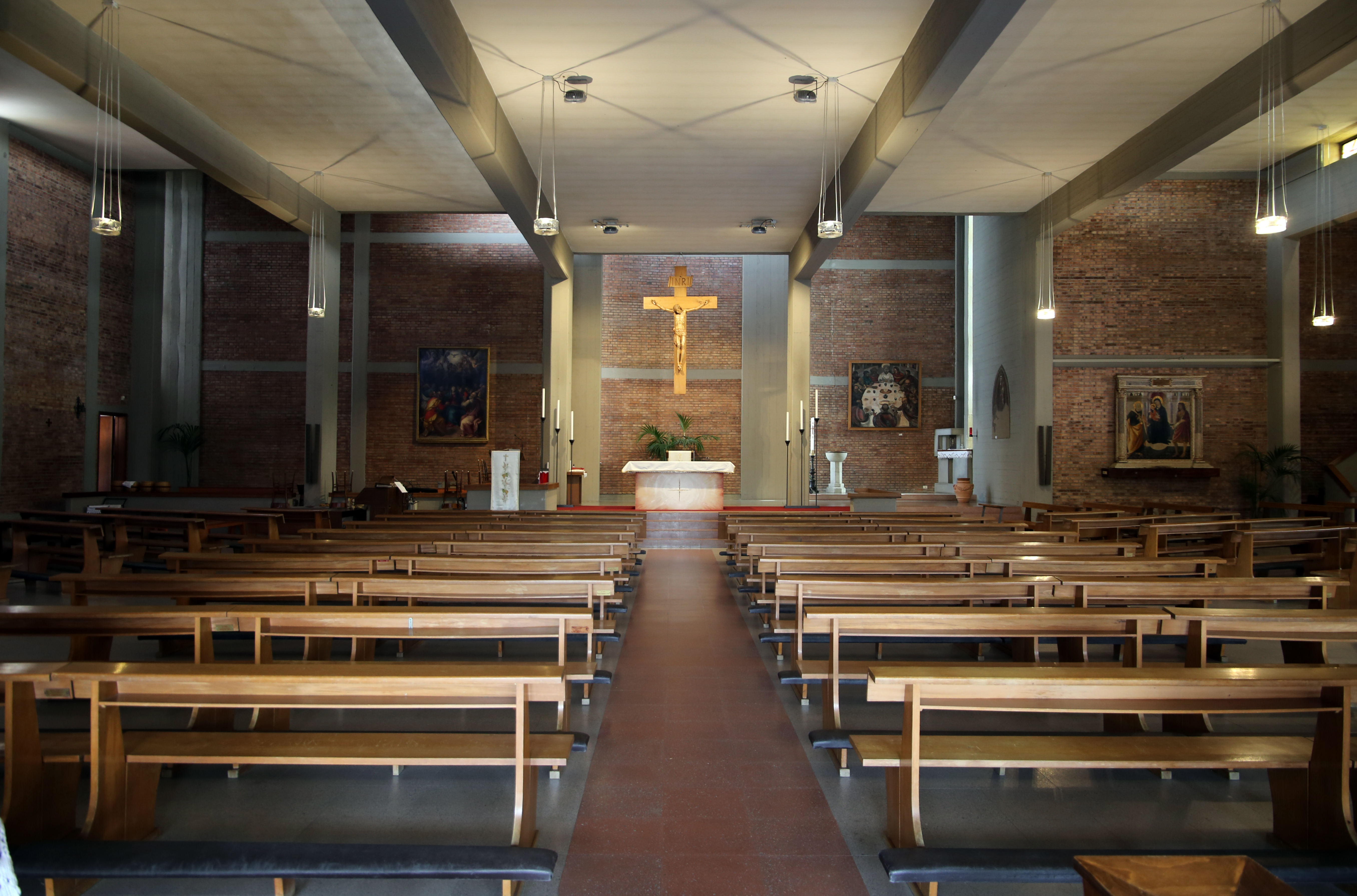
La nuova chiesa, interno